# Uszew (gromada)
Uszew – dawna gromada, czyli najmniejsza jednostka podziału terytorialnego Polskiej Rzeczypospolitej Ludowej w latach 1954–1972.
Gromady, z gromadzkimi radami narodowymi (GRN) jako organami władzy najniższego stopnia na wsi, funkcjonowały od reformy reorganizującej administrację wiejską przeprowadzonej jesienią 1954 do momentu ich zniesienia z dniem 1 stycznia 1973, tym samym wypierając organizację gminną w latach 1954–1972.
Gromadę Uszew z siedzibą GRN w Uszwi utworzono – jako jedną z 8759 gromad na obszarze Polski – w powiecie brzeskim w woj. krakowskim, na mocy uchwały nr 19/IV/54 WRN w Krakowie z dnia 6 października 1954. W skład jednostki weszły obszary dotychczasowych gromad Uszew i Zawada Uszewska ze zniesionej gminy Uszew w tymże powiecie. Dla gromady ustalono 23 członków gromadzkiej rady narodowej.
30 czerwca 1960 do gromady Uszew przyłączono obszar zniesionej gromady Biesiadki.
Gromadę zniesiono 1 stycznia 1969, a jej obszar włączono do gromady Gnojnik.